# Tempestade de massa de ar

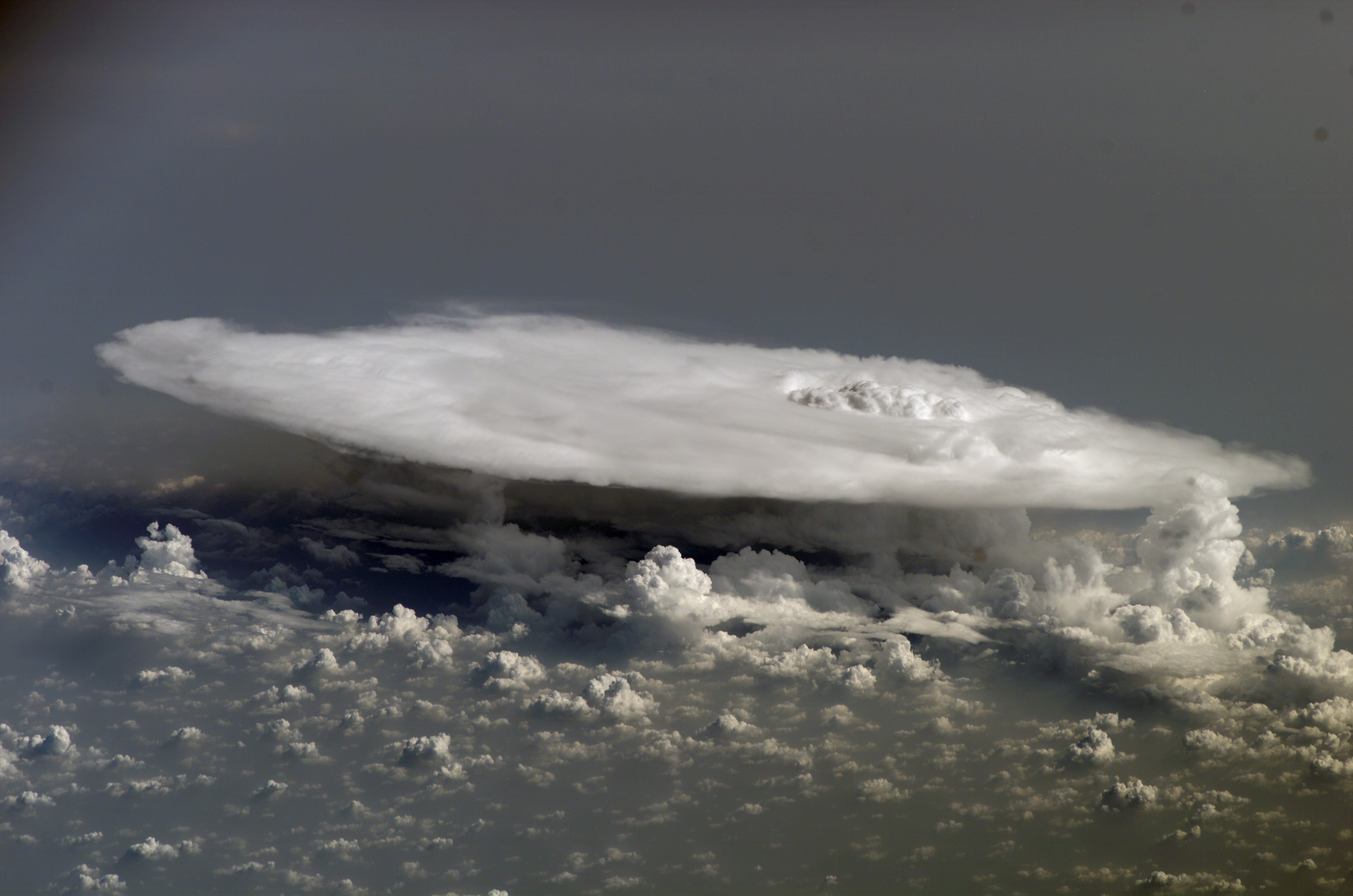
Uma nuvem cúmulo-nimbo sobre a África. Correntes convectivas levam umidade e causam o surgimento de tempestades com desenvolvimento vertical importante, atingindo mais de 12 km de altura, embora possuam curta duração. Nota-se o seu tamanho em comparação com as nuvens cúmulos ao seu redor.

Uma tempestade de massa de ar ou tempestade de célula simples é um tipo de tempestade que geralmente apresenta pouca severidade. Estas tormentas se formam em ambientes onde exista energia potencial convectiva disponível suficiente, mas níveis reduzidos de ventos cisalhantes e helicidiade. A fonte de convecção do ar, que é um fator crucial para o desenvolvimento da tempestade, é normalmente o resultado do aquecimento por insolação desigual da superfície, apesar de também poder ser induzido por sistemas frontais ou limites associados com zonas de convergência. A energia necessária para a formação das tempestades provém da incidência da radiação solar. Tempestades de massa de ar não se movem rapidamente, não duram mais que uma hora, e têm o potencial de produzir raios, além de chuva que varia de intensidade fraca a forte, sendo que a precipitação intensa interfere na transmissão de micro-ondas pela atmosfera.
As características das descargas elétricas da atmosfera estão relacionadas com a natureza da tempestade que as produzem, e podem causar incêndios florestais quando atingem locais onde a precipitação é mínima. Eventualmente podem causar rajadas de vento fracas e granizos de pequeno tamanho. São comuns em zonas temperadas durante as tardes de verão. Como todas as tempestades, os ventos nas camadas médias da atmosfera determinam o seu movimento. Uma vez que tempestades de massa de ar podem representar perigo para a aviação, pilotos são aconselhados a voar sobre as nuvens em regiões de melhor visibilidade para evitar voar sob a bigorna destas tempestades, que podem ser regiões onde o granizo cai. Ventos cisalhantes verticais representam também perigo próximo à base da tempestade, as quais originaram as frentes de rajada.

## Ciclo de vida

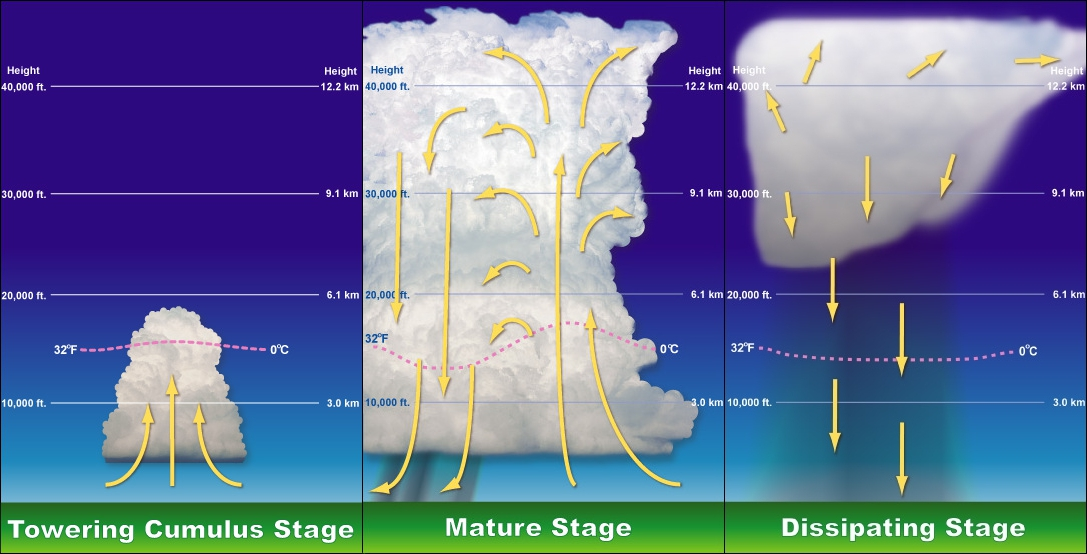
Ciclo de vida de uma tempestade de massa de ar. Este ciclo pode transcorrer-se em até uma hora

O fator que inicia a formação de nuvens pode ser a insolação, que aquece a superfície e produz térmicas, regiões onde correntes de ar convergem e são forçadas em direção ascendente, ou quando os ventos ocorrem sobre o terreno que possui crescente elevação. A umidade rapidamente se condensa em gotículas líquidas de água por conta da menor temperatura em grandes altitudes, formando as nuvens cúmulos. Tipicamente as áreas de convecção possuem diâmetro entre um e seis quilômetros, e as correntes atingem inicialmente seis quilômetros de altura, enquanto que a velocidade ascendente é de pelo menos dez metros por segundo em seu centro. Ao se condensar, o vapor de água libera calor latente, que aquece o ar ao redor, tornando-o menos denso e, por consequência, forma uma corrente ascendente pelo processo de convecção (daí a origem do termo precipitação convectiva). Isto cria uma área de baixa pressão logo abaixo da tempestade em formação cuja nuvem, ao adquirir maior desenvolvimento vertical, passa a se chamar cúmulo-nimbo. Em uma tempestade típica, aproximadamente 5×108 quilogramas de vapor de água são levados para cima por correntes convectivas. Radares meteorológicos não são capazes de detectar esta fase de desenvolvimento.
Com o início da chuva, a tempestade entra em seu estágio maduro, no qual se manifesta com sua força máxima, sendo intensa a atividade de raios, com a eventual ocorrência de tromba de água, granizo de pequeno diâmetro e fortes rajadas de vento, além da maior turbulência no interior da nuvem. O cúmulo-nimbo pode atingir mais de 12 km de altura, eventualmente chegando à tropopausa e adquirindo seu formato de bigorna característico. Como se forma em áreas de ventos cisalhantes mínimos, a chuva produzida pela tempestade cria um fluxo de ar relativamente frio e úmido descendente que corta a elevação de vapor e rapidamente causa sua dissipação. O ar ambiente que entra na nuvem por entranhamento provoca a evaporação de parte das gotículas de água, contribuindo para o resfriamento do ar ao seu redor, que se torna mais denso e desce. Estima-se que somente um quinto de todo o vapor que é elevado pelas correntes de ar ascendentes chegue ao solo na forma de precipitação.

### Movimento

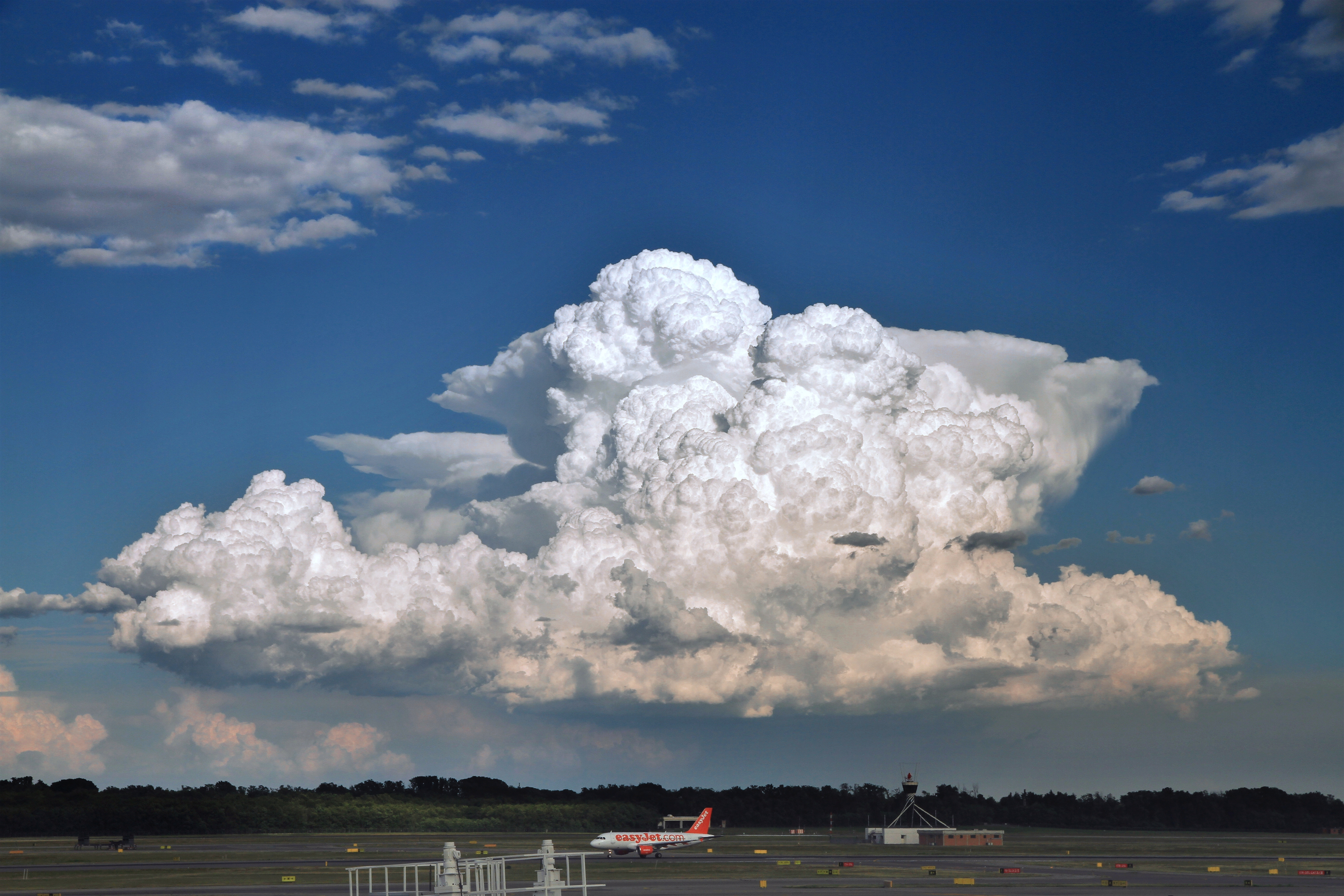
Cúmulo-nimbo próximo a atingir o estado
maduro, com início de precipitação.

As duas principais formas pelas quais as tempestades se movem são por advecção do vento e a propagação ao longo da frente de rajada em direção à fonte de calor e umidade. Muitas tempestades se movem com a velocidade média do vento da troposfera, que tipicamente ocorre nos seis quilômetros mais baixos da atmosfera terrestre. Tempestades mais jovens são conduzidas pelos ventos próximos à superfície pois não possuem grande desenvolvimento vertical, ao contrário de tempestades maduras. Se a frente de rajada se move a frente da tempestade, o movimento da mesma tende a ser na mesma direção. Isto acontece com maior frequência em tempestades com muita precipitação, como é o cada das tempestades de massa de ar. Quando tempestades se fundem, o que é provável quando muitas tempestades existem em proximidade entre si, o movimento da maior determinará o movimento da célula resultante. Quanto mais forte o vento médio da atmosfera, menor é a influência de outros fatores no movimento da tempestade. A partir de dados obtidos de radares meteorológicos, tempestades são monitoradas utilizando uma característica proeminente como referência, como o seu centroide.

## Ocorrência
Também conhecidas como tempestades de célula única, são tempestades típicas de verão que ocorrem em boa parte em locais de clima temperado. Podem ocorrer também em massas de ar frias que comumente seguem a passagem de uma frente fria proveniente do mar durante o inverno. Em um conjunto de tempestades, o termo "célula" se refere a cada corrente ascendente em separado. Células de tempestade ocasionalmente se formam isoladas, uma vez que sua ocorrência pode criar uma frente de rajada que propicia o desenvolvimento de uma nova tempestade. Raramente estas tempestades se manifestam de forma severa e surgem como resultado de instabilidades atmosféricas locais; daí a origem do termo "tempestade de massa de ar". Eventualmente, estas tempestades apresentam um breve período de tempo severo associada consigo, embora seja estruturalmente pouco organizado, devido ao mínimo vento cisalhante no ambiente da tempestade, podendo surgir aleatoriamente no tempo e espaço, tornando difícil sua previsão. Entre a formação e a dissipação de uma única célula, estas tempestades duram normalmente de vinte até trinta minutos, embora uma sucessão de células possa ocorrer continuamente por várias horas.

## Precipitação convectiva

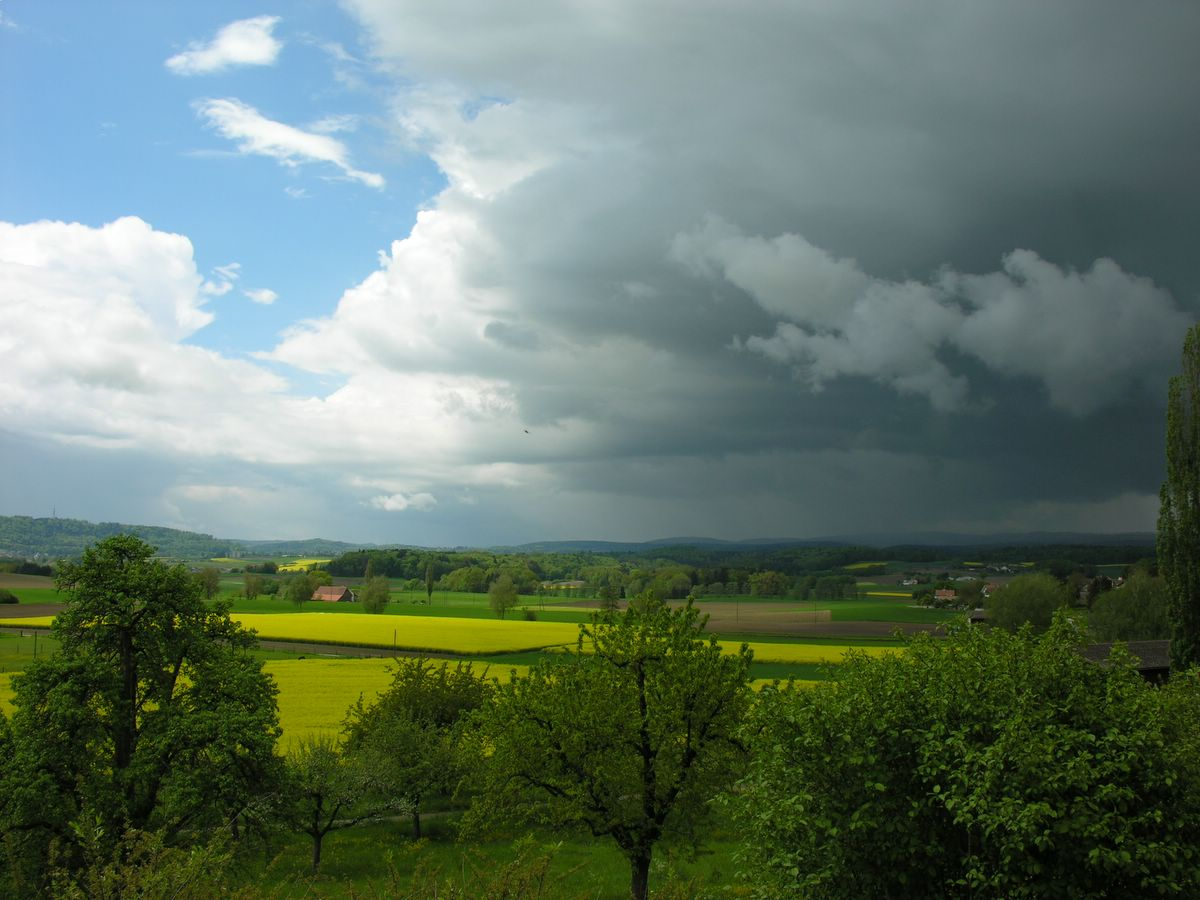
Uma tempestade em Dörflingen na Suíça.

Chuva convectiva ou de convecção é aquela que normalmente ocorre a partir de cúmulos-nimbos, que caem por um intervalo de poucos minutos e com intensidade rapidamente variável e em uma área restrita, uma vez que tempestades de massas de ar possuem extensão horizontal relativamente pequena. A maior parte das chuvas nos trópicos possuem características convectivas. Ocorrência de graupel e granizo normalmente são indicativos de que a precipitação, ou seja, a tempestade, é de fato convectiva. Em latitudes médias, precipitação convectiva é intermitente e frequentemente associada a limites baroclínicos como frentes frias, linhas de instabilidade e frentes quentes. Altas taxas de precipitação estão associadas a tempestades com grandes gotas de chuva. Chuvas intensas causa o desaparecimento da transmissão de micro-ondas a partir de frequências da ordem de 10 giga-hertz (GHz), mas são mais intensas com frequências acima de 15 GHz.

## Raios

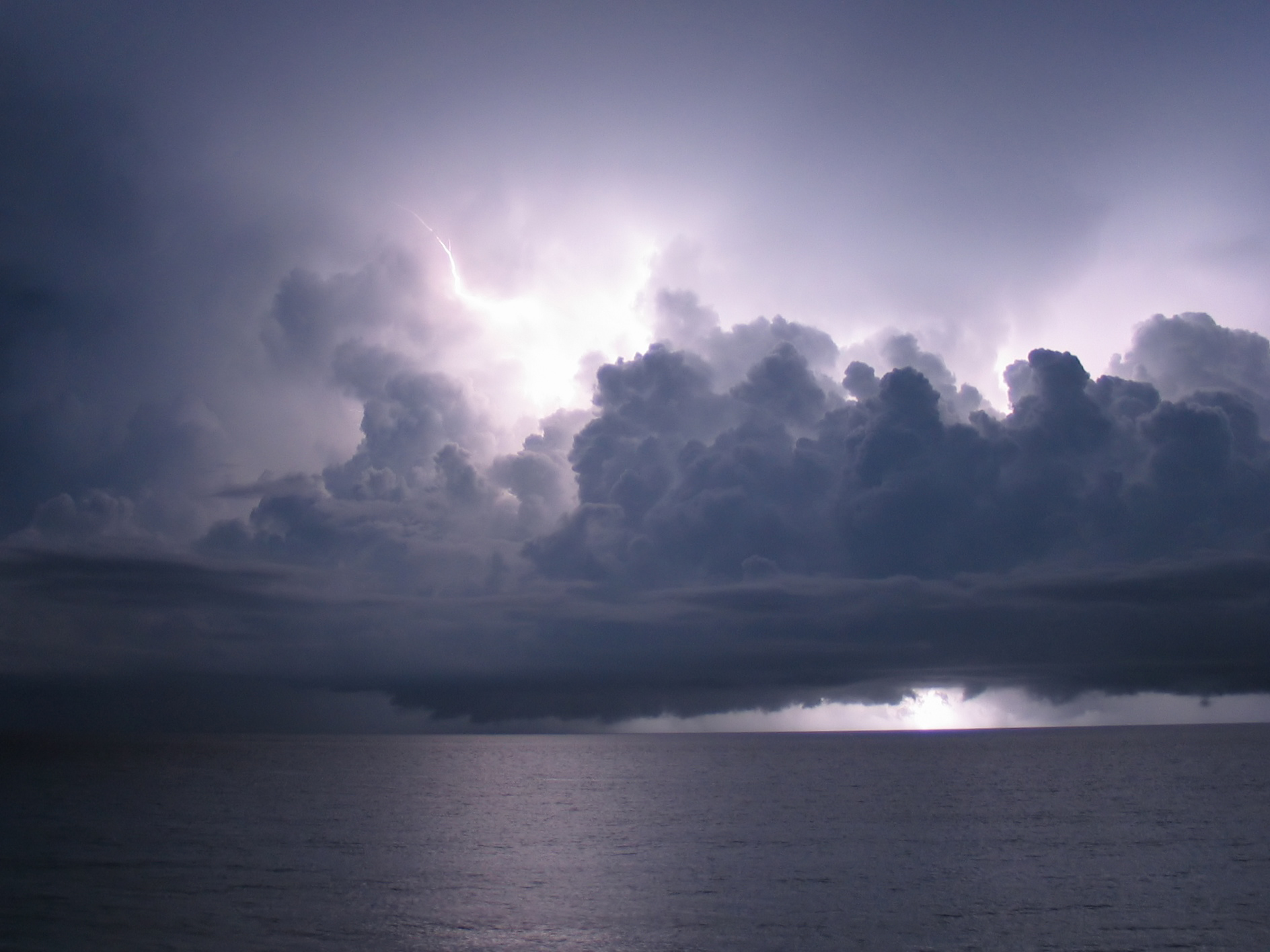
Tempestades de massa de ar são caracterizadas por muitos raios.

Relações entre a frequência de raios e a altura da precipitação no interior da tempestade foram encontradas. Tempestades que mostram retornos de radar acima de 14 quilômetros de altitude estão associadas a trovoadas que possuem mais dez descargas elétricas por minuto. Também há uma correlação entre a taxa total de raios e o tamanho da tempestade, a velocidade do vento ascendente e a quantidade de graupel que chega ao solo. As mesmas relações, entretanto, não acontecem sobre os oceanos. Raios em tempestades com baixa precipitação são uma das causas principais de incêndios florestais.

## Precauções para a aviação
Em áreas onde estas tempestades se formam isoladas e a visibilidade horizontal é boa, pilotos podem se desviar da tormenta com facilidade. Em condições com maior umidade, entretanto, a atmosfera fica enevoada, obrigando as aeronaves a voar sobre esta camada de forma a obter melhor visualização da tempestade. Voar sob a bigorna da tempestade não é aconselhável, uma vez que é maior a ocorrência de granizo, mesmo estando afastado do seu núcleo principal. Quando uma frente de rajada se forma devido a uma camada rasa de ar frio espalha-se próximo ao solo a partir da tempestade, a velocidade e o vento predominante podem resultar em uma fronteira limite tridimensional. Quanto mais forte a frente de rajada, mais intenso o vento cisalhante vai ser.